# Rupiny
Rupiny (lit. Rupinskai) – wieś na Litwie, w okręgu uciańskim, w rejonie ignalińskim, w starostwie Kozaczyzna.

## Historia
W dwudziestoleciu międzywojennym wieś leżała w Polsce, w województwie nowogródzkim (od 1926 w województwie wileńskim), w powiecie brasławskim (od 1926 w powiecie święciańskim), w gminie Dukszty.
Według Powszechnego Spisu Ludności z 1921 roku zamieszkiwało tu 118 osób, 99 było wyznania rzymskokatolickiego, 9 staroobrzędowego a 10 mojżeszowego. Jednocześnie 2 mieszkańców zadeklarowało polską przynależność narodową. Było tu 11 budynków mieszkalnych. W 1931 zamieszkiwało tu 109 osób w 20 budynkach.
Miejscowość należała do parafii rzymskokatolickiej w Kozaczyźnie. Podlegała pod Sąd Grodzki w Święcianach i Okręgowy w Wilnie; właściwy urząd pocztowy mieścił się w Ignalinie.